# Comarca do Rio de São Francisco
A Comarca do Rio de São Francisco foi uma comarca instituída por alvará régio de João VI em 3 de junho de 1820, desmembrada a partir da comarca do Sertão de Pernambuco. 
Corresponde, hoje, aos 183 mil quilômetros quadrados da região do Oeste Baiano compreendida entre a margem ocidental do Rio São Francisco e as divisas da Bahia com os estados de Goiás, Minas Gerais, Piauí e Pernambuco no Brasil. 
À época do Império do Brasil, mais precisamente em 1845, a população foi estimada em 20 mil habitantes.

## Criação
A origem da comarca do Rio de São Francisco remete ao desmembramento da Comarca do Sertão de Pernambuco, sediada na Vila de Flores, então capitania de Pernambuco. Essa divisão visava atender a reivindicações da população de Vila da Barra, já que a distância entre a vila e a sede da comarca tornava a correição impraticável devido à inacessibilidade do ouvidor, acarretando o acúmulo de presos por falta de medidas judiciais.
A comarca abrangia as regiões das vilas de Pilão Arcado, Campo Largo (atual Cotegipe) e Carinhanha, tendo por sede a Vila da Barra, conforme texto extraído do primeiro artigo do alvará: 
Haverá huma nova Comarca desmembrada da do Sertão de Pernambuco, que se hade denominar Comarca do Rio de São Francisco, e comprehenderá a Villa de São Francisco das Chagas, vulgarmente chamada de Barra, a de Pilão Arcado, e as povoações de Campo Largo, Carinhanha, com seus respectivos Termos, sendo a cabeça da Comarca a Villa de São Francisco da Barra. Todas as mais villas e povoações, que se acham referidas no dito Alvará, de quinze de janeiro de mil oitocentos e dez, e que não vão neste indicadas, ficarão pertencendo à Comarca do Sertão de Pernambuco.
Após a criação da comarca, foi nomeado em 20 de novembro de 1820 para o cargo de ouvidor o português e bacharel João Carlos Leitão, onde tomou posse na Vila da Barra em 18 de novembro de 1821 e atuou nas vilas da comarca até 1823, devido ao contexto do processo da Independência do Brasil. Em 18 de fevereiro de 1823, o juiz João de Araújo Costa foi nomeado como novo ouvidor interino da comarca.

## Cessão
Esta região pertenceu à província de Pernambuco até meados de 1824. Devido ao movimento separatista da Confederação do Equador, Pedro I a desligou do território pernambucano como punição e para evitar a irradiação das ideias republicanas do movimento. A comarca foi transferida para a província de Minas Gerais, de acordo com o decreto de 7 de julho de 1824:

Hei por bem, com o favor de Meu Conselho d’Estado, Ordenar, como por este Condeno que a dita comarca do Rio São Francisco seja desligada da Província de Pernambuco e fique desde a publicação deste Decreto em diante pertencendo à Província de Minas Geraes, de cujo Presidente, receberão autoridades respectivas as ordens necessárias para o seu governo e administração, provisoriamente, e enquanto a Assembleia próxima a installar-se não organizar um plano geral de divisão conveniente. Ficará, porém, a dita comarca sujeita, como até aqui em seus recursos judiciaes, à relação da Província da Bahia.
Este foi o último território desmembrado de Pernambuco, impondo àquele estado uma grande redução da extensão territorial, de 250 mil quilômetros quadrados para os 98 311 quilômetros quadrados atuais. Após três anos sob administração mineira, a região foi anexada à Província da Bahia em 15 de outubro de 1827 por outro decreto real:

Tendo resolvido a Assembléa Geral Legislativa que a comarca do Rio de S. Francisco, que se acha provisoriamente encorporada à Provincia de Minas Geraes em virtude do decreto de 7 de Julho de 1824, fique provisoriamente encorporada á Provincia da Bahia, até que se faça a organização das provincias do Imperio: Hei por bem, sanccionando a referida resolução, que ella se observe, e tenha o seu devido cumprimento.
Embora o decreto tenha especificado a incorporação provisória da comarca, o território da antiga comarca permanece como parte do Estado da Bahia até a atualidade. Este caráter inicialmente provisório tem sido um dos vetores para movimentos que pleiteiam a criação do Estado do Rio São Francisco, chegando a haver propostas protocoladas no Congresso para desmembrar do território baiano e transformá-lo em um novo estado, sem sucesso todavia.